# Orquesta de Cámara Reina Sofía
La Orquesta de Cámara Reina Sofía (OCRS) es una orquesta de cámara española profesional con sede en la ciudad de Madrid. 

## Historia
La primera interpretación de la Orquesta tuvo lugar en el Teatro Real de Madrid el 28 de mayo de 1984, en un concierto benéfico por la Asociación Española de Hemofilia. Desde entonces, la orquesta ha interpretado repertorios para cuerda y orquesta de cámara y actúa con frecuencia en el Auditorio Nacional de Madrid y otras salas de prestigio.
La Orquesta ha colaborado con solistas como Alicia de Larrocha, Pepe Romero, Montserrat Caballé, Nicanor Zabaleta, Joaquín Achúcarro, Henryk Szeryng,, Daniel del Pino Gil o Neville Marriner.
La Orquesta de Cámara Reina Sofía ha actuado en escenarios de todo el mundo, como Teatro de La Scala de Milán o la Accademia Nazionale di Santa Cecilia de Roma.
Entre sus directores ha contado con Gonçal Comellas Fàbrega, también miembro fundador, así como con Nicolás Chumachenco.